# Chika Hirao
Chika Hirao (平尾 知佳, Hirao Chika), née le 31 décembre 1996, est une joueuse internationale de football japonaise.

## Biographie
Le 2 août 2018, elle fait ses débuts avec l'équipe nationale japonaise contre l'équipe d'Australie. Elle participe à la Coupe du monde 2019. Elle compte 2 sélections en équipe nationale du Japon.

## Statistiques
Le tableau ci-dessous présente les statistiques de Chika Hirao en équipe nationale
| Équipe du Japon | Équipe du Japon | Équipe du Japon |
| Année           | Matchs          | Buts            |
| --------------- | --------------- | --------------- |
| 2018            | 1               | 0               |
| 2019            | 1               | 0               |
| Total           | 2               | 0               |

## Palmarès
- Vainqueur de la Coupe d'Asie 2018
- Troisième de la Coupe du monde des moins de 20 ans 2016